# Dunkirk (Ohio)
Dunkirk és una població dels Estats Units a l'estat d'Ohio. Segons el cens del 2000 tenia 952 habitants.

## Demografia
Segons el cens del 2000, Dunkirk tenia 952 habitants, 361 habitatges, i 276 famílies. La densitat de població era de 548,6 habitants/km².
Dels 361 habitatges en un 38,2% hi vivien nens de menys de 18 anys, en un 60,9% hi vivien parelles casades, en un 10,8% dones solteres, i en un 23,3% no eren unitats familiars. En el 21,1% dels habitatges hi vivien persones soles l'11,1% de les quals corresponia a persones de 65 anys o més que vivien soles. El nombre mitjà de persones vivint en cada habitatge era de 2,63 i el nombre mitjà de persones que vivien en cada família era de 2,97.
Per edats la població es repartia de la següent manera: un 27,6% tenia menys de 18 anys, un 9,8% entre 18 i 24, un 28,6% entre 25 i 44, un 21,4% de 45 a 60 i un 12,6% 65 anys o més.
L'edat mediana era de 34 anys. Per cada 100 dones de 18 o més anys hi havia 90,9 homes.
La renda mediana per habitatge era de 39.423 $ i la renda mediana per família de 45.000 $. Els homes tenien una renda mediana de 38.083 $ mentre que les dones 20.000 $. La renda per capita de la població era de 16.899 $. Aproximadament el 4,6% de les famílies i el 9,3% de la població estaven per davall del llindar de pobresa.

## Poblacions més properes
El següent diagrama mostra les poblacions més properes.